# Грыжа пищеводного отверстия диафрагмы
Грыжа пищеводного отверстия диафрагмы (ГПОД) — хроническое рецидивирующее заболевание, при котором через пищеводное отверстие диафрагмы смещается абдоминальный отдел пищевода, кардия, верхний отдел желудка и в крайне редких случаях петли кишечника. 

## Предрасполагающие факторы
- ожирение;
- частые запоры (повышение внутрибрюшного давления);
- упорный кашель;
- курение;
- наследственная предрасположенность[1].

## Классификация
- скользящие
  - тракционные
  - пульсионные
  - смешанные[2];

- параэзофагеальные;
- смешанные.

По уровню возвышения над диафрагмой и объёму:
- кардиальные;
- кардиофундальные;
- субтотальные;
- тотально-желудочные.

## Клиническая картина
Небольшие грыжи редко доставляют дискомфорт. 
Основным симптомом при грыже пищеводного отверстия диафрагмы является изжога, она возникает, как правило, после еды, при резкой перемене положения тела. Чаще возникает ночью, это объясняется повышением тонуса блуждающего нерва, вследствие чего происходит расслабление нижнего пищеводного сфинктера. 
Так же больные жалуются на жгучую или тупую боль, иррадииурющую в область сердца, лопатки, левого плеча и усиливающуюся при наклонах и во время физической нагрузки, на чувство дискомфорта за грудиной, потерю веса, осиплость голоса, приступы кашля и удушья во время сна.

## Диагностика
- рентгенологическое исследование с контрастированием;
- эзофагогастродуаденоскопия;
- КТ органов грудной клетки и средостения (для уточнения размеров и распространения ГПОД)[3].

## Лечение
Основной метод лечения при ГПОД —хирургический, но при отказе от него или наличии противопоказаний, пациенту может проводиться консервативная симптоматическая терапия, которая заключается в соблюдении диеты (стол №2, 3), приёме ингибиторов протонной помпы (омепразол). Рекомендуется модификация образа жизни. 